# Ventura García-Sancho Ibarrondo
Ventura García-Sancho e Ibarrondo (Ciudad de México, 20 de abril de 1837 – Madrid, 22 de febrero de 1914), I conde de Consuegra, fue un aristócrata y político hispano-mexicano que fue presidente del Consejo de Estado, ministro de Estado, ministro de Fomento y alcalde de Madrid. Fue conocido por el título de marqués de Aguilar de Campoo, perteneciente a su mujer (más tarde duquesa de Nájera), a pesar de ostentar por derecho propio el Condado de Consuegra.

## Familia y orígenes
Ventura Crisóforo Domingo Ignacio García-Sancho e Ibarrondo nació en la Ciudad de México el 20 de abril de 1837, siendo hijo de José Marcial García-Sancho y Sánchez-Leñero, caballero del Ilustre Solar de Tejada, y de María de la Trinidad de Ibarrondo y Maruri, ambos naturales de Guadalajara (México) y pertenecientes a connotadas familias novohispanas de importante fortuna.
Su abuelo paterno fue el riojano José Ventura García-Sancho y Moreno de Tejada, quien consiguió ejecutoria de nobleza e hidalguía en 1827 ante la Real Chancillería de Valladolid, sirviendo también como diputado del Ilustre Solar de Tejada, tras su matrimonio con una tapatía también de origen riojano. Su abuelo materno, el vasco Domingo de Ibarrondo y Urraza había contraído matrimonio en Guadalajara con la tapatía María Ignacia de Maruri y Berrueco, media hermana del poderoso canónigo José Simeón de Uría y Berrueco, miembro del Consejo de Su Majestad, diputado y vicepresidente en las Cortes de Cádiz. El bisabuelo de ambos fue el poblano Francisco Javier Berrueco, procurador de la Real Audiencia de Guadalajara, y dueño de una de las primeras haciendas tequileras del siglo XVIII, proveniente de una antigua familia de la aristocracia novohispana propietaria de la Casa de los Cañones. 
Durante su juventud, Ventura y su familia se trasladaron a Burdeos, Francia, donde décadas antes se habían instalado sus abuelos maternos, el vasco Domingo de Ibarrondo y Urraza y la novohispana María Ignacia de Maruri y Berrueco. A los pocos años se trasladó a París para estudiar ingeniería industrial, aunque tras la muerte de su madre en 1846, comenzó a pasar largas temporadas en España, acompañado de la familia de su abuelo paterno, José Ventura García-Sancho y Moreno de Tejada (natural de Lumbreras).
Fue en París donde conoció a la española Pilar de Zavala y Guzmán, marquesa de Aguilar de Campoo, con quien contraería matrimonio en 1861, trasladándose definitivamente a España.

## Política
Tras realizar estudios de ingeniería industrial en París, ingresó en la Unión Liberal, formación política con la que participaría en las elecciones de 1863 obteniendo un escaño en las Cortes por la circunscripción de Cartagena, en Murcia. 
Tras el Sexenio Revolucionario, abandonó la Unión Liberal y se unió al Partido Conservador, mismo en el que militaría por el resto de su carrera política. 
En 1875 fue secretario del Congreso y en 1876 obtuvo nuevamente un escaño de diputado por Castrojeriz, Burgos por el cual sirvió dos años, y en 1881 por la de Madrid hasta 1883.
En 1881 fue nombrado vocal del Consejo de Gobierno y Administración del Fondo de Redención y Enganches del Servicio Militar, así como vocal del Consejo Penitenciario, cargo que desempeñó hasta 1885.
En 1883 fue nombrado director general de Obras Públicas y en 1886 vocal del Consejo de Administración del Monte de Piedad y Caja de Ahorros de Madrid.
Posteriormente, en 1886 pasaría al Senado representando a Madrid hasta el año de 1891, periodo durante el cual también sirvió como vocal de la Junta de Aranceles y Valoraciones (1889).
De 1891 a 1905 sirvió como senador vitalicio y entre 1891 y 1893, comisario regio para atender las necesidades ocasionadas por las inundaciones de Consuegra y Almería. 
De 1905 a 1914 sirvió senador por Derecho Propio.
Asumió la vicepresidencia del Senado en varias las legislaturas de 1896 y de 1899-1900.
Se distinguió por una activa labor como miembro y presidente de distintas comisiones y fue orador incansable.
En 1899, con la victoria del Partido Conservador, fue nombrado alcalde de Madrid, cargo que desempeñó desde el 18 de abril de 1900 hasta el 6 de marzo de 1901, cuando fue nombrado ministro de Estado en el gobierno que entre el 18 de abril y el 23 de octubre de 1900 presidió Francisco Silvela. 
A pesar de la renuncia del gobierno de Silvela por acusaciones de conservadurismo extremo, García-Sancho seguiría desempeñando la misma cartera en el siguiente gobierno presidido por Marcelo Azcárraga hasta el 6 de marzo de 1901. 
En 1902, fue nombrado presidente del Consejo de Estado, cargo que desempeñó hasta 1904, donde volvería a ser ministro de Estado entre el 16 de diciembre de 1904 y el 27 de enero de 1905 durante un nuevo gobierno Azcárraga.
En 1905, fue nuevamente miembro del Consejo de Estado.
En 1909 obtuvo su último nombramiento como comisario regio y presidente del consejo de administración del Canal de Isabel II.

## Honores
Por Real Despacho el 21 de junio de 1906 (Real Decreto de 10 de octubre de 1905) el Rey Alfonso XIII le concedió el título de conde de Consuegra, en recuerdo a los servicios prestados en Consuegra (Toledo) y Almería, donde fue nombrado comisario regio para prestar apoyo a los damnificados de las inundaciones de 1891. 
El conde de Consuegra obtuvo los prestigiosos cargos palaciegos de mayordomo mayor y caballerizo mayor de la reina María Cristina de Habsburgo, así como los de tutor y jefe de la Casa de la infanta Cristina y jefe de la casa de la infanta María Teresa, con ocasión de su boda. 
Caballero de la Soberana Orden de Malta. 
Gran Cruz de la Orden de Isabel la Católica (1893). 
Gran cruz de la Orden de Carlos III.  
Collar de la Orden de Carlos III (elevado en 1908). 
Gran Cruz de la Orden de la Legión de Honor (Francia). 
Gran Cruz de la Orden Imperial de la Corona de Hierro (Imperio Austro-Húngaro).  
Gran Cruz de la Orden de Cristo (Portugal). 
Gran Cruz de la Orden de Leopoldo (Bélgica).

## Matrimonio e Hijos
Casó el 2 de junio de 1861 en la Iglesia de San Salvador y San Nicolás de Madrid con María del Pilar de Zavala y Guzmán, hija del hispano-peruano Juan de Zavala y de la Puente, I marqués de Sierra Bullones (G.E.), III marqués de la Puente y Sotomayor, V marqués de Torreblanca, VI conde de Villaseñor, y de María del Pilar de Guzmán de la Cerda, XXVIII condesa de Oñate (G.E). 
En 1871, María del Pilar sucedió a su tío Isidro Zacarías de Guzmán y de la Cerda, como XX marquesa de Aguilar de Campoo (con Grandeza de España Inmemorial), título por el que serían más conocidos, pues no fue hasta 1913 cuando sucedió a su hermano, Luis de Zavala y Guzmán, como XXVI duquesa de Nájera (G.E.), IV marquesa de Sierra Bullones (G.E.) , XIX condesa de Paredes de Nava (G.E.), XX condesa de Oñate (G.E.), VI marquesa de Torreblanca, XVII marquesa de Quintana del Marco, IX marquesa de Guevara, XXI condesa de Treviño y X condesa de Castañeda.  
Fueron padres de:
- María del Pilar García-Sancho y Zavala (1864-1916), XXVII duquesa de Nájera (G.E.), XXI marquesa de Aguilar de Campoo (G.E.), V marquesa de Sierra Bullones (G.E.), XXI condesa de Paredes de Nava (G.E.), XXI condesa de Oñate (G.E.), XVIII marquesa de Quintana del Marco, X marquesa de Guevara, condesa de Treviño, VII marquesa de Torreblanca, XI condesa de Castañeda, II condesa de Consuegra. Casó con Leopoldo Travesedo y Fernández-Casariego, hijo de los condes de Maluque (con sucesión).
- María del Milagro García-Sancho y Zavala (1874-1959), XV marquesa de Montealegre. Casó en primeras nupcias con Antonio Morenés y García-Alessón, I marqués de Ceballos-Carvajal (con sucesión) y en segundas con Francisco de Urruela y Lara.

## Muerte
Falleció el 22 de febrero de 1914 en Madrid a la edad de 76 años.